# Porrhothele quadrigyna
Espèce
Porrhothele quadrigyna est une espèce d'araignées mygalomorphes de la famille des Porrhothelidae.

## Distribution
Cette espèce est endémique de Nouvelle-Zélande. Elle se rencontre vers Auckland.

## Description
La carapace de la femelle holotype mesure 9,5 mm de long sur 8,0 mm et l'abdomen 11,5 mm de long sur 9,5 mm.

## Systématique et taxinomie
Cette espèce a été décrite par Forster en 1968.

## Publication originale
- Forster, 1968 : « The spiders of New Zealand. Part II. Ctenizidae, Dipluridae. » Otago Museum Bulletin, vol. 2, p. 1-72 & 126-180.